# Окса (гміна)
Гміна Окса (пол. Gmina Oksa) — сільська гміна у східній Польщі. Належить до Єнджейовського повіту Свентокшиського воєводства.
Станом на 31 грудня 2011 у гміні проживало 4742 особи.

## Територія
Згідно з даними за 2007 рік площа гміни становила 90.26 км², у тому числі:
- орні землі: 73.00%
- ліси: 19.00%

Таким чином, площа гміни становить 7.18% площі повіту.

## Населення
Станом на 31 грудня 2011:
| Опис     | Загалом | Загалом | Чоловіки | Чоловіки | Жінки | Жінки |
| -------- | ------- | ------- | -------- | -------- | ----- | ----- |
| одиниця  | осіб    | %       | осіб     | %        | осіб  | %     |
| все      | 4742    | 100     | 2384     | 50.27    | 2358  | 49.73 |
| міське   | 0       | 100     | 0        |          | 0     |       |
| сільське | 4742    | 100     | 2384     | 50.27    | 2358  | 49.73 |

## Сусідні гміни
Гміна Окса межує з такими гмінами: Влощова, Єнджеюв, Малогощ, Нагловіце, Радкув.